# Epactophanes philippinus
Epactophanes philippinus is een eenoogkreeftjessoort uit de familie van de Canthocamptidae. De wetenschappelijke naam van de soort is voor het eerst geldig gepubliceerd in 1999 door Bruno & Cottarelli.